# Инисмей

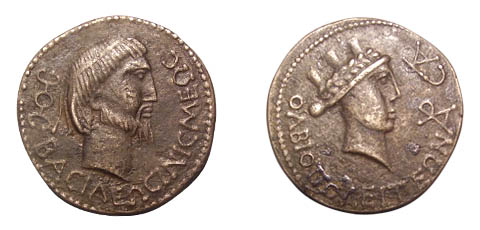
Монета царя Инисмея

Инисмей — царь сарматов, предположительно аорсов или(и) роксоланов. Возглавлял значительное сарматское объединение в Северном Причерноморье в 70-е — 80-е годы, контролировал город Ольвию.
В Ольвии чеканили монеты Инисмея с легендой ΒΑϚΙΛΕΩϚ ΙΝΙϚΜΕΩϚ, портретом царя и его тамгой (личным знаком). По форме тамги предполагают, что Инисмей был сыном Фарзоя.
Одно исследованное курганное захоронение знатного сармата конца I века в Порогах (Винницкая область, Украина) отождествляют с захоронением Инисмея: среди личных вещей на нескольких (в том числе на мече, гривне, поясных пряжках и т. д.) найдена его тамга.